# Bolintineni
Bolintineni – wieś w Rumunii, w okręgu Marusza, w gminie Păsăreni. W 2011 roku liczyła 275 mieszkańców.